# Richard Lauda
Richard Lauda (3. ledna 1873, Jistebnice – 24. července 1929, Tábor) byl jihočeský malíř a grafik.

## Život
Rod Laudů založil v Jistebnici jeho děd Jakub, barvířský mistr, který byl malířem-samoukem a příznivcem radikálního demokrata Alfonse Šťastného z Padařova. Spolu s ním náležel k zakladatelům Čtenářsko ochotnického spolku v Jistebnici. Pro původní dřevěný kostelík sv. Máří Magdalény na návrší Vyšehrad nad Jistebnicí vymaloval na kazatelnu postavy svatých evangelistů, které byly po rozebrání kazatelny uloženy na římskokatolickém děkanství v Jistebnici.
Richard Lauda se narodil v rodině koželuha a bývalého starosty Augustina a jeho manželky Antonie, rozené Honsové, kteří byli též horlivými členy Čtenářsko ochotnického spolku. Richard měl dva mladší bratry, Antonín působil jako učitel, Bohuš Lauda (1883–1918) je znám jako talentovaný sochař, předčasně zemřelý v 1. světové válce. Richard studoval na gymnáziu v Táboře, učil se také kupcem u obchodníka Schattingera v Mladé Vožici. Ten byl osvíceným vlastencem, půjčoval svému učni časopis Zlatá Praha a v roce 1891 jej dokonce vzal do Prahy na Jubilejní zemskou výstavu. Otevřel mu tak pohled na úplně nový svět a vzbudil v něm touhu stát se malířem. V letech 1895 až 1901 absolvoval u profesora Maxe Pirnera speciální školu figurální a žánrové malby na pražské Akademii výtvarných umění.
Po návratu do rodné obce v roce 1901 cestoval na Jadran a do Itálie. V roce 1904 odjel díky Hlávkovu stipendiu do Mnichova, kde se studiem u Moritze Heymanna zdokonalil v barevné litografii. V roce 1911 pobýval tři měsíce v Paříži a u světově známého grafika profesora T. F. Šimona se zde učil technice leptu. V  Louvru vytvořil 19 kopií obrazů starých mistrů. Ze všech svých cest se vždy vracel k rodině do Jistebnice, kde navazoval na kulturní tradice svého rodu. Byl aktivním členem Čtenářsko ochotnického spolku jako herec a režisér a v roce 1910 se podílel na založení tělocvičné jednoty Sokol v Jistebnici. Pro loutkové divadlo Sokola navrhl a s pomocí dalších členů spolku realizoval scénu, loutky i dekorace divadélka. Jejich originály jsou dnes uloženy v Muzeu loutkářských kultur v Chrudimi. V jistebnickém kostele svatého Michala je nad vítězným obloukem zavěšen krucifix byzantského typu, který vytvořil v roce 1901 po návratu ze studijní cesty do Itálie a chrámu jej věnoval. V úředních místnostech jistebnické radnice je umístěna řada Laudových děl, která městu daroval při přesídlení do Tábora.
V roce 1916 nebo 1917 narukoval k 75. pluku v Jindřichově Hradci, kde se v posádkovém kostele sv. Jana podílel na restaurování fresek. Od roku 1925 žil v Táboře a významně se podílel na kulturním a společenském životě. Zemřel v létě roku 1929 poté, co jako spoluorganizátor velké "Jihočeské výstavy" v Táboře obětavě zachraňoval exponáty v pavilonech na břehu rybníka Jordán, poničené bouří a větrnou smrští. Vyčerpán prochladl, dostal zápal plic, na který za tři týdny zemřel.

### Rodinný život
Během pobytu v Jindřichově Hradci se seznámil a 25. října 1919 zde oženil (civilní sňatek) s o 19 let mladší Marií Školaudyovou. V roce 1922 se jim narodil syn Bořivoj Lauda, pozdější grafik, scénograf, kostýmní výtvarník a v letech 1970–1986 rovněž ředitel Alšovy jihočeské galerie v Hluboké nad Vltavou. Po dvou letech pak přišel na svět druhý syn Jaromír Lauda, grafik, kaligraf, restaurátor starých rukopisů a autor jejich faksimile.

## Dílo

### Ilustrace
Laudovo niterné sepětí s rodným krajem, láska k přírodě a lidu Jistebnicka se projevovaly v celém jeho díle, malířském i grafickém. Umělecký úspěch přinesly hned v roce 1903 jeho první ilustrace a částečně i texty knihy Radosti malých. Lauda se při její tvorbě inspiroval anglickými obrázkovými knihami, ale zvolil ryze českou variantu – podle svých vzpomínek vytvořil 24 obrázků dětského života v proměnách ročních dob (v krajině Jistebnicka) a doprovodil je lidovými říkadly Karla Jaromíra Erbena a Františka Bartoše (ve 4. vydání vyšla v nakladatelství Paseka roku 1996). Obdobně vytvořil v letech 1903 a 1907 knihy pro nejmenší Z přírody a Rodiče a děti (vydala Česká grafická unie). Druhá kniha Z přírody vznikla 1906, byla však vydána nákladem Dědictví Komenského až 1914, Rodiče a děti byly poškozeny nekvalitním tiskem autorových litografií. V závěrečném období své tvorby vytvořil ještě v roce 1924 knihu Veselé prázdniny, s tématem her a obyčejů venkovských dětí v krajině rodného Jistebnicka. Knihy pro děti na počátku 20. století vznikaly pod vlivem hnutí za krásnou knihu a za estetickou výchovu mládeže, inspirovaného anglickými umělci. Jejich vydávání bylo v té době neatraktivní, bez ekonomického efektu, proto lze Laudovu snahu o vytvoření komplexního uměleckého díla od obálky po psané písmo věnované jen dětem považovat za činnost průkopnickou. Na základě těchto úspěchů byl vyzván ke spolupráci na projektu vytvoření školních obrazů k názornému vyučování. Mezi lety 1905–1907 tak vznikly nástěnné litografie Odlet ptactva, Jarní setí a vláčení, Mlýn na potoce ad. (známé jako Čtvero ročních období). Spolu s knižními ilustracemi potvrzují, že Lauda tehdy patřil k předním ilustrátorům a zásadně posunul moderní českou ilustraci ke světovosti.

### Malba a volná grafika
První samostatnou výstavu proběhla v pražském Topičově salónu roku 1908. Volnou grafickou tvorbou, zejména technikou leptu, se zabýval až do konce svého života. V roce 1919 vyšel jeho cyklus leptů Jihočeské motivy (nakladatelství Fr. Topiče), dále mnoho samostatných grafických listů (např. Starci, Rozsévač – 1919, Čtenářka – 1925) a v roce 1924 cyklus leptů Tábor. Posledním grafickým dílem byla série leptů Stavba mostu v Bechyni z let 1926–1928.
V jeho tvorbě malířské se střídají motivy krajinářské i figurální (sociální). Dojmy získané v krajině a mezi obyvateli rodného kraje vyjádřil monumentálně v plátnech Sbírání kamene, Trpký chléb, Letní večer, Beseda na mostě, Zimní neděle, Kluziště v malém městě, Dobývání brambor a Hráči z let 1900–1910, další Ledaři, Stavění tarasu, Hrabačky a Plení vznikly v letech 1913–1916. Byl dobrým portrétistou, půvabný je Portrét děvčátka (1899), významné jsou Podobizna matky (1905), skupinový portrét Maloměstská společnost (1910) a portréty Alfonse Šťastného (1911 olej a 1919 lept).
„Mám svůj kraj rád a nesmírně rád mám hemžení našeho rolnického lidu ve volné přírodě…,“ řekl ve svém vyznání.
Richard Lauda a jeho dílo patří v českém výtvarném umění do generace devadesátých let 19. století, která v něm aktivně vystupovala až do poloviny století dvacátého. Patřili k ní Jan Preisler, Antonín Slavíček, Antonín Hudeček, Max Švabinský, František Bílek a nejbližší přátelé, Hugo Boettinger a T. F. Šimon.

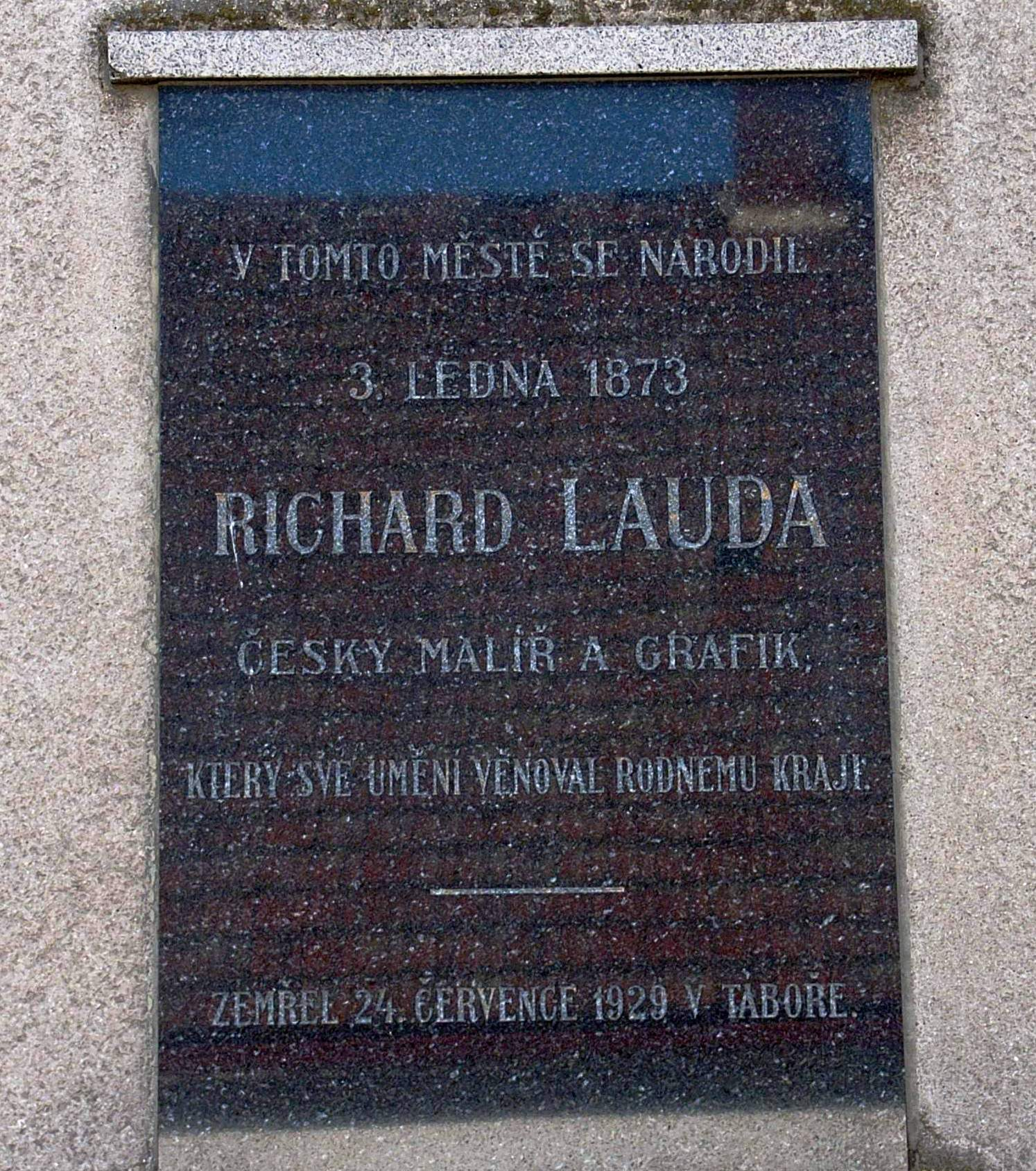
Pamětní deska malíře Richarda Laudy na jistebnické sokolovně

## Společenské aktivity a zastoupení ve sbírkách
- Lauda byl členem:
  - Sdružení výtvarných umělců Mánes, 1898—1929 [5]
  - Sdružení českých umělců grafiků Hollar
  - Sdružení jihočeských výtvarníků (čestný člen)
- Jeho malířská a grafická díla jsou ve sbírkách Národní galerie v Praze, Alšovy jihočeské galerie v Hluboké nad Vltavou, Galerie hlavního města Prahy a Husitského muzea v Táboře. Dílo pro školy je uloženo v Muzeu Komenského v Přerově.

## Připomínání
Jeho jméno nese táborská ulice ve vilové čtvrti pod Kotnovem. 29. listopadu 1980 byla z iniciativy Alšovy jihočeské galerie v Hluboké nad Vltavou spolu s Husitským muzeem v Táboře a péčí obce Jistebnice otevřena v „zámečku“ na náměstí Pamětní síň Richarda Laudy. Obsahuje stálou expozici dějin Jistebnice a umělcových děl, která se příležitostně obměňují.

## Galerie

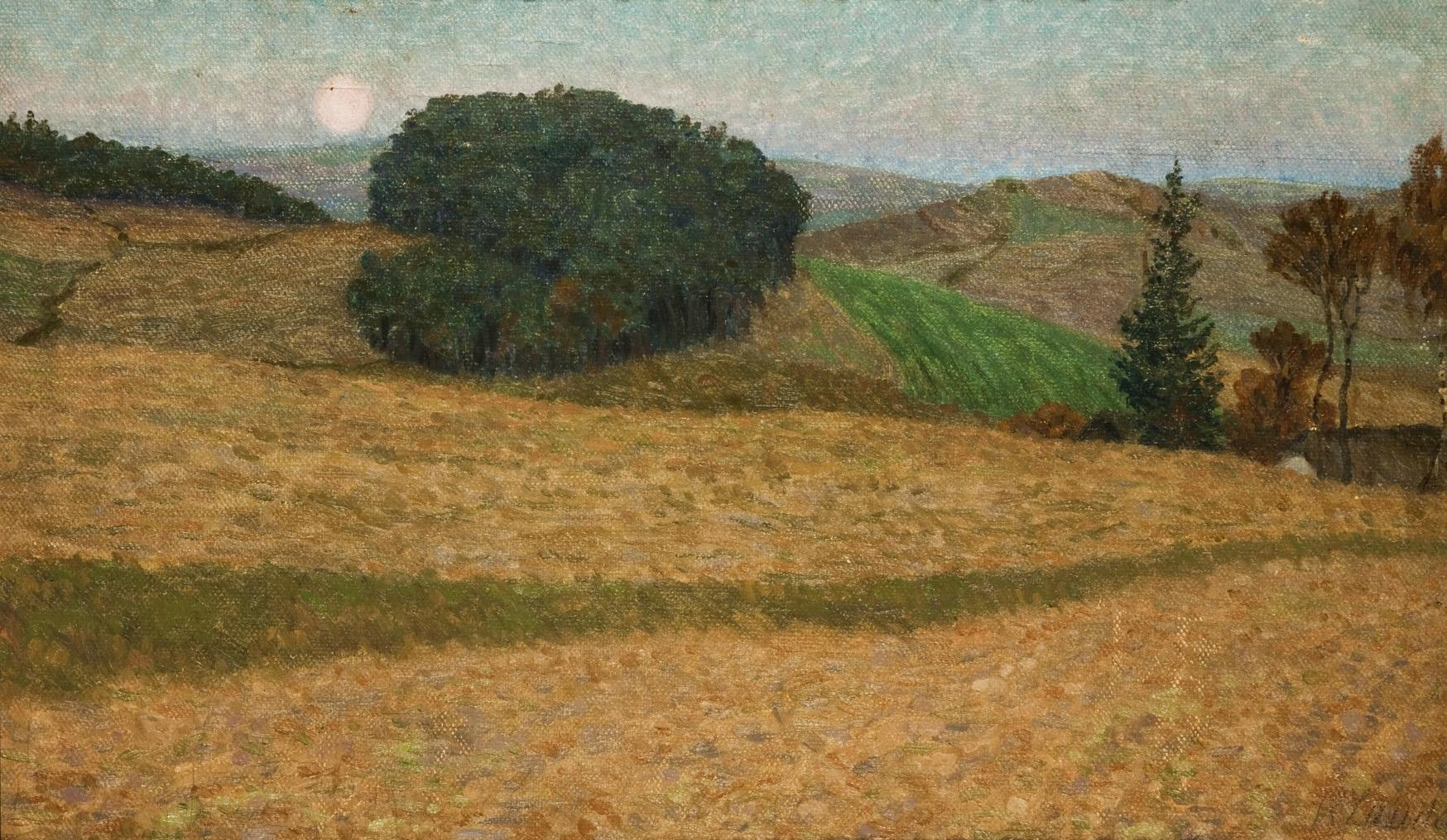
Richard Lauda Západ slunce
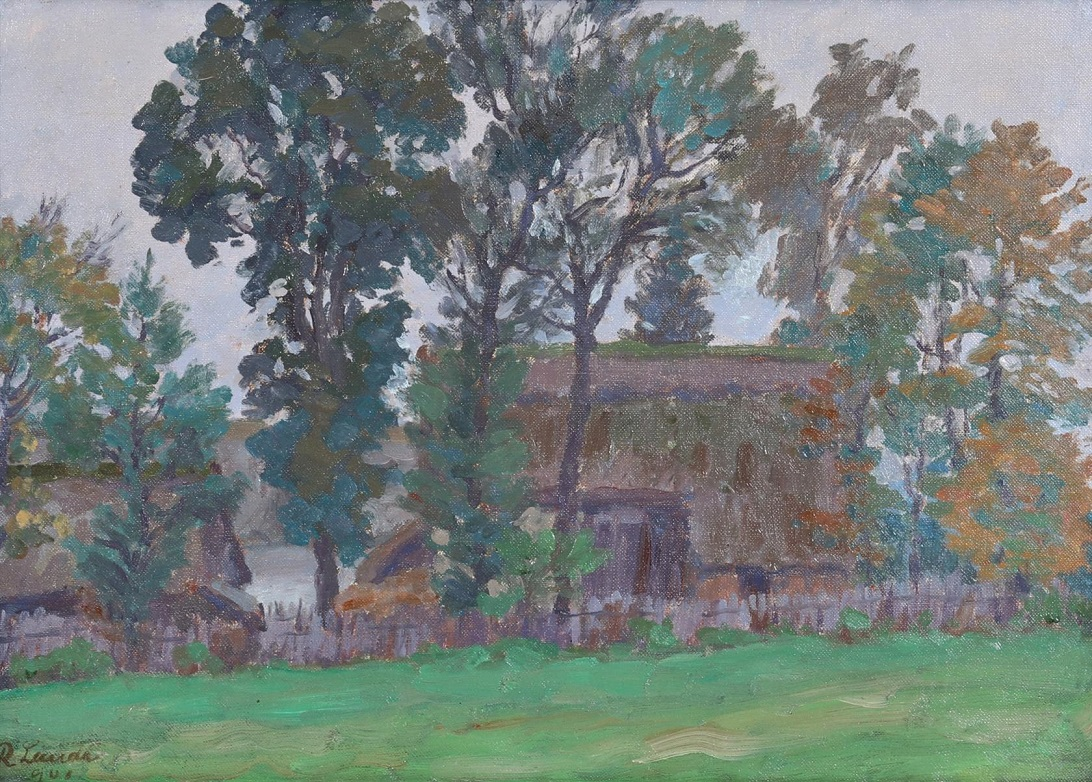
Richard Lauda Pohled na chalupu (1900)
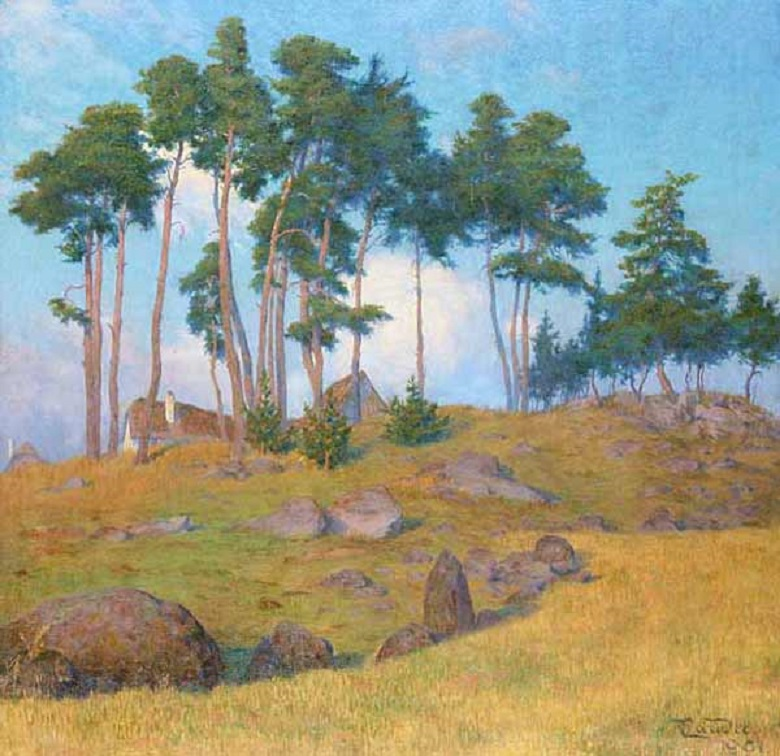
Richard Lauda Krajina s borovicemi (1901)
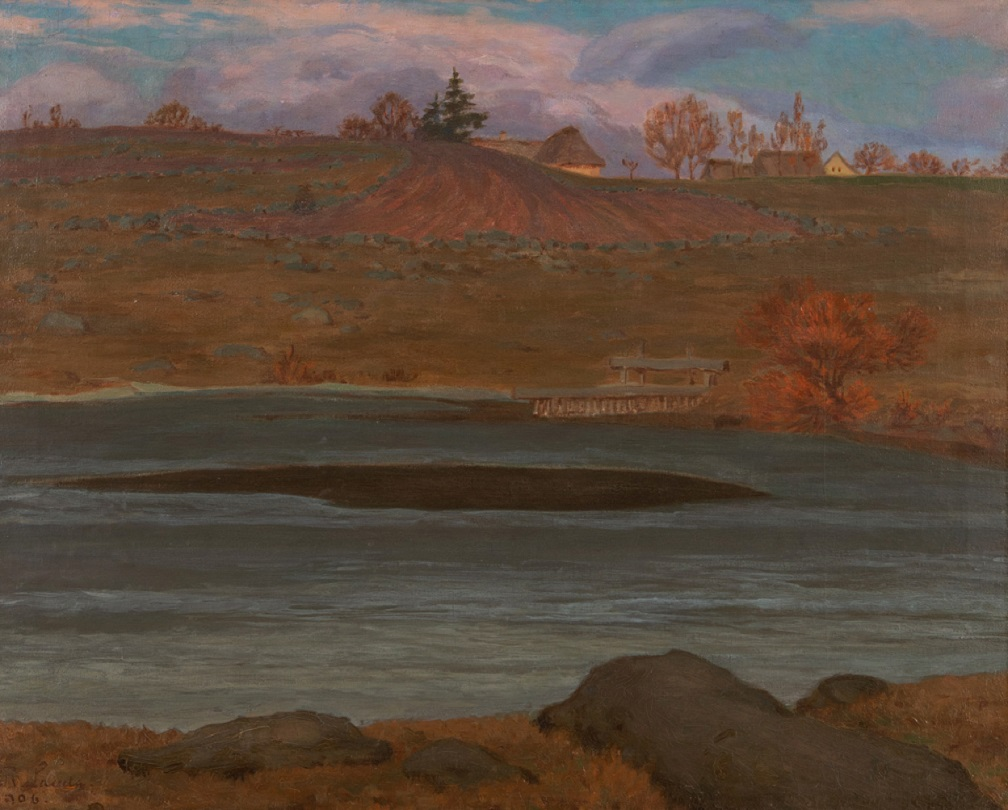
Richard Lauda Konec zimy (1906)
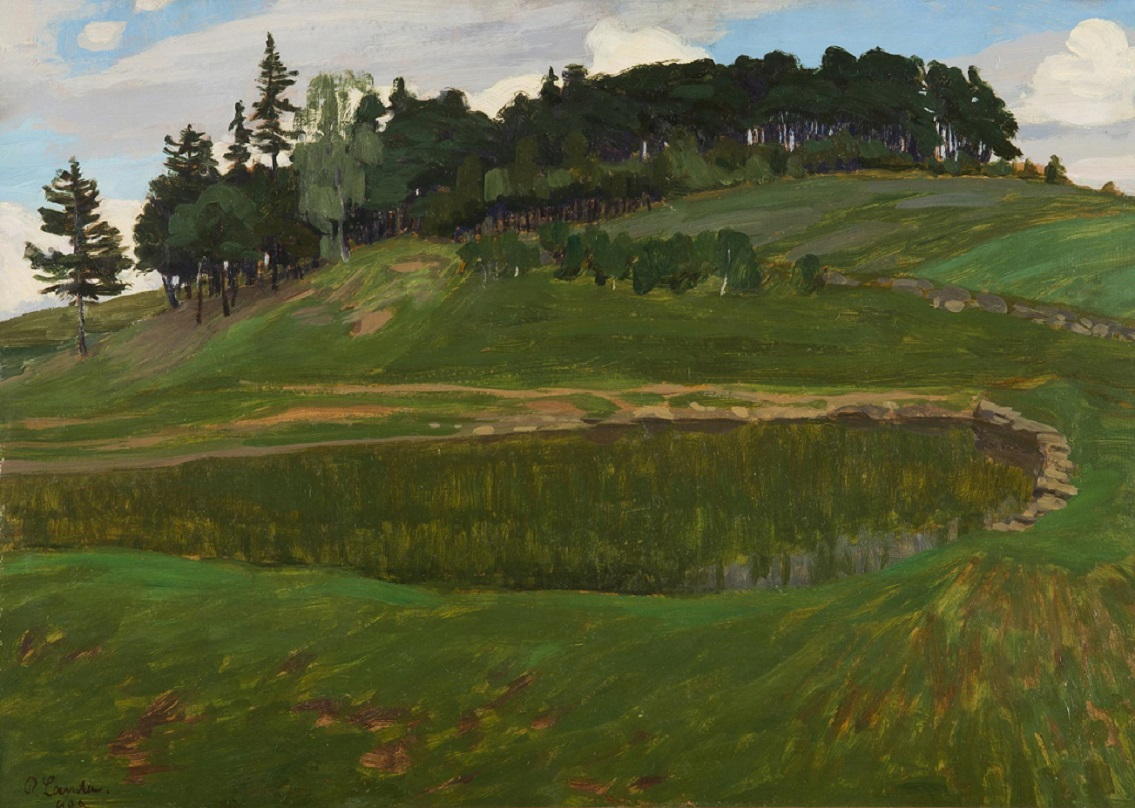
Richard Lauda Chloumek (1909)
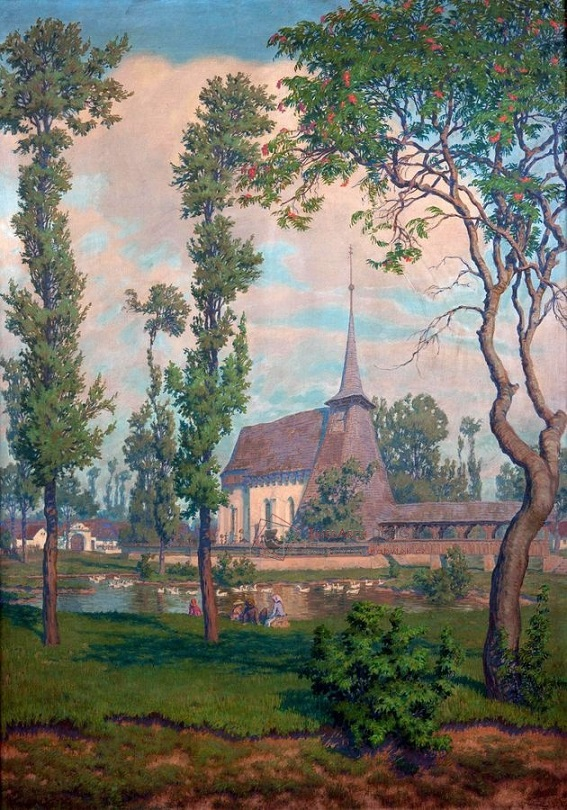
Richard Lauda Kostel v Kočí
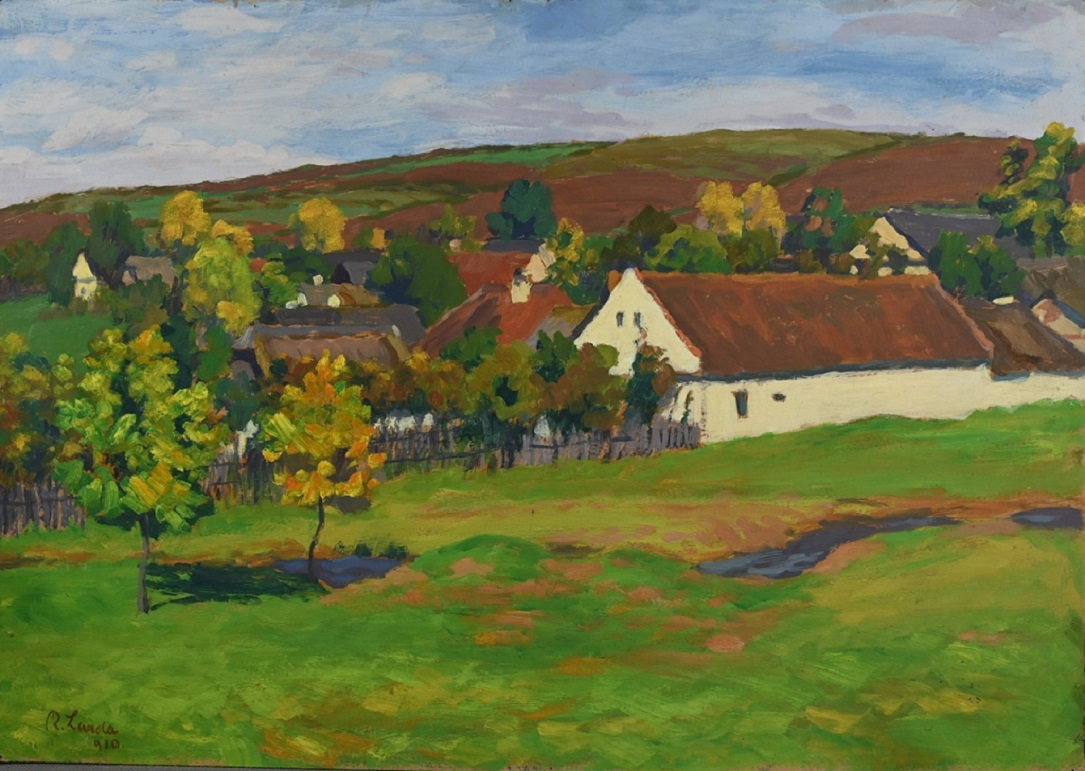
Richard Lauda Pohled na vesnici (1910)
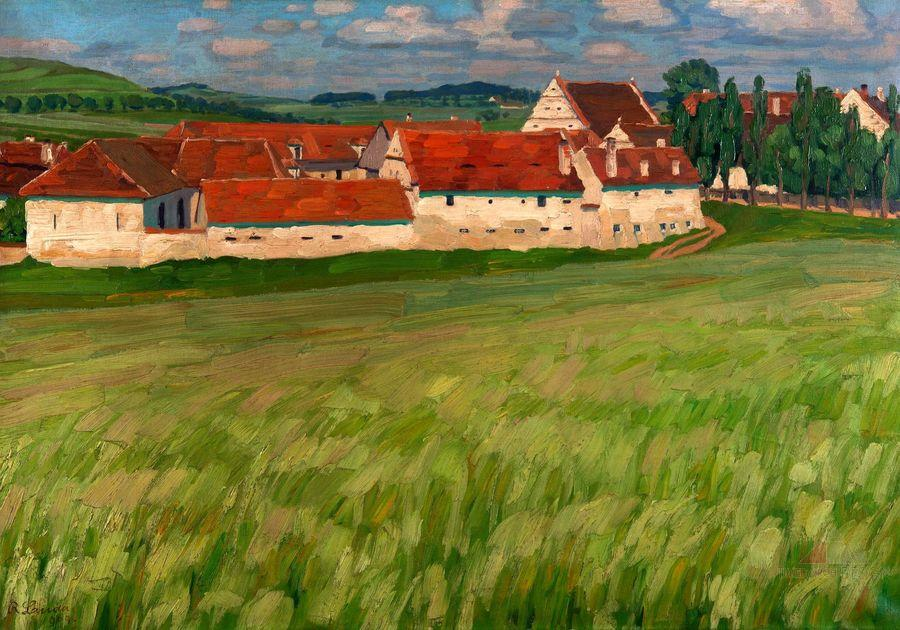
Richard Lauda Letní večer
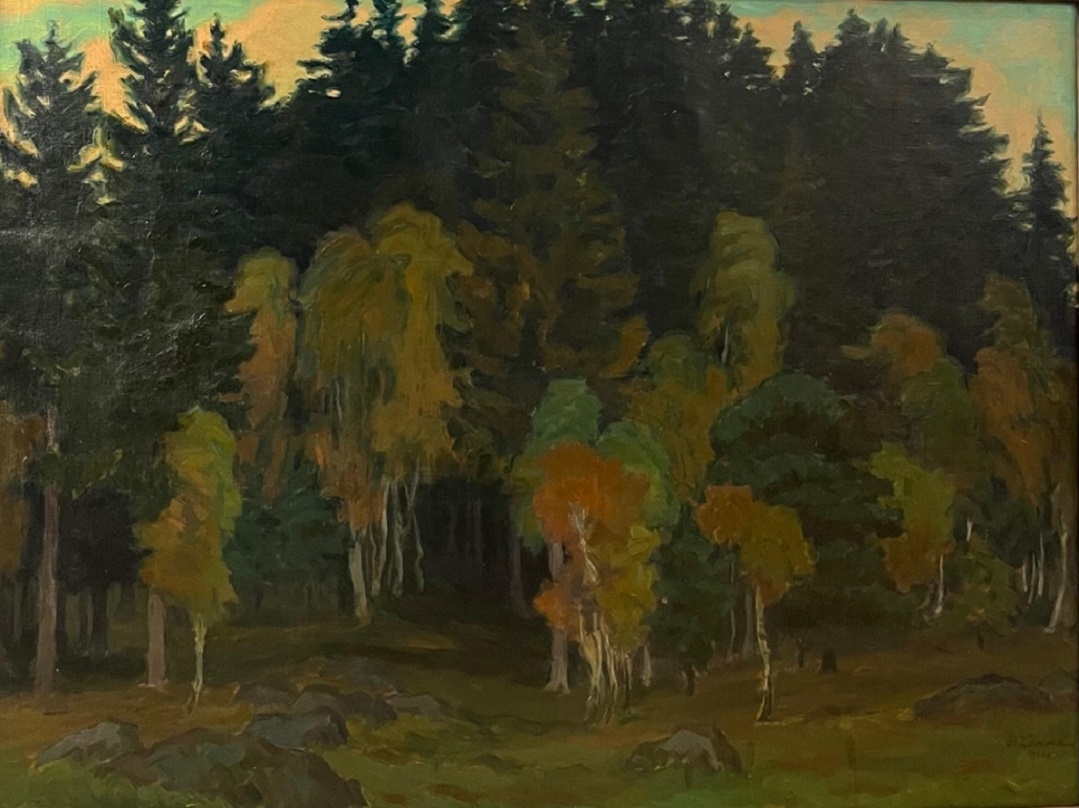
Richard Lauda Les k večeru (1914)
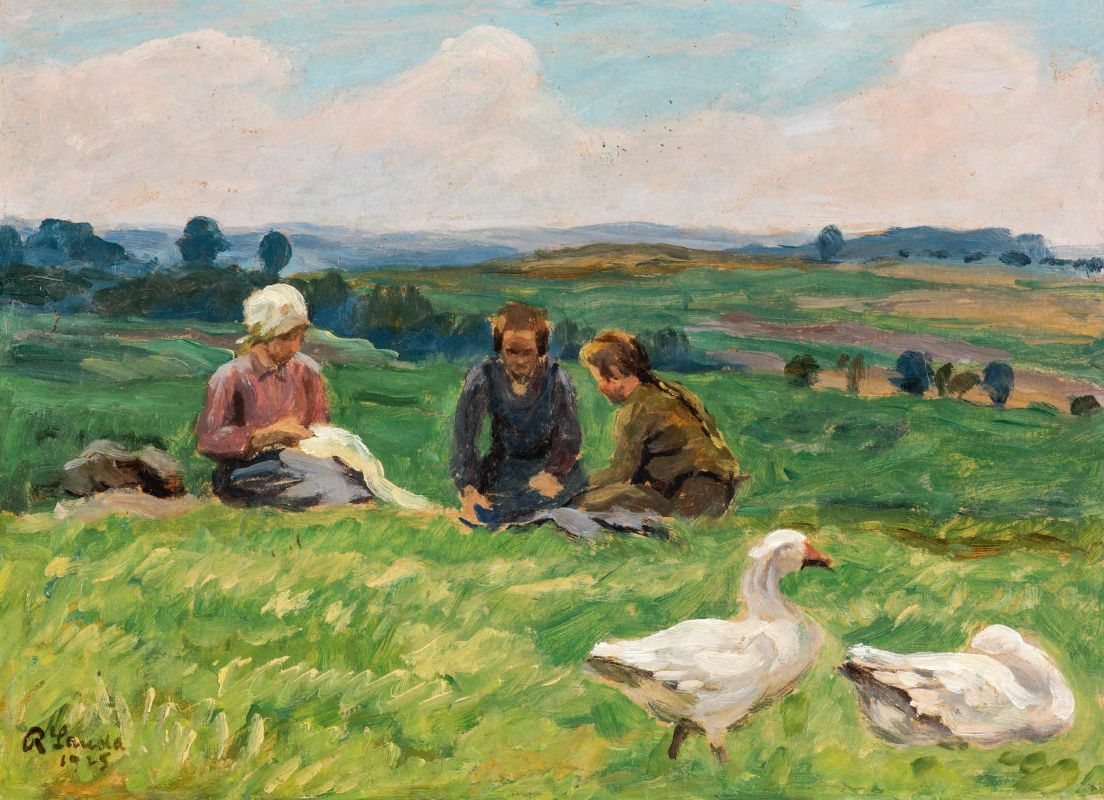
Richard Lauda Pasačky (1925)
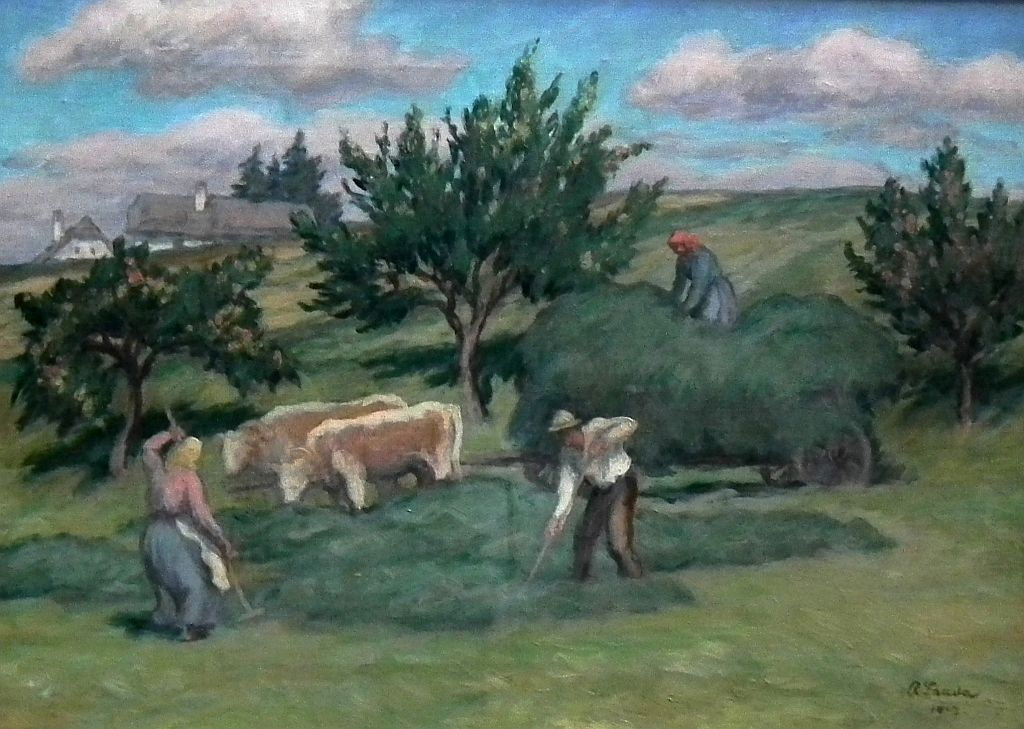
Richard Lauda Práce na poli (1927)
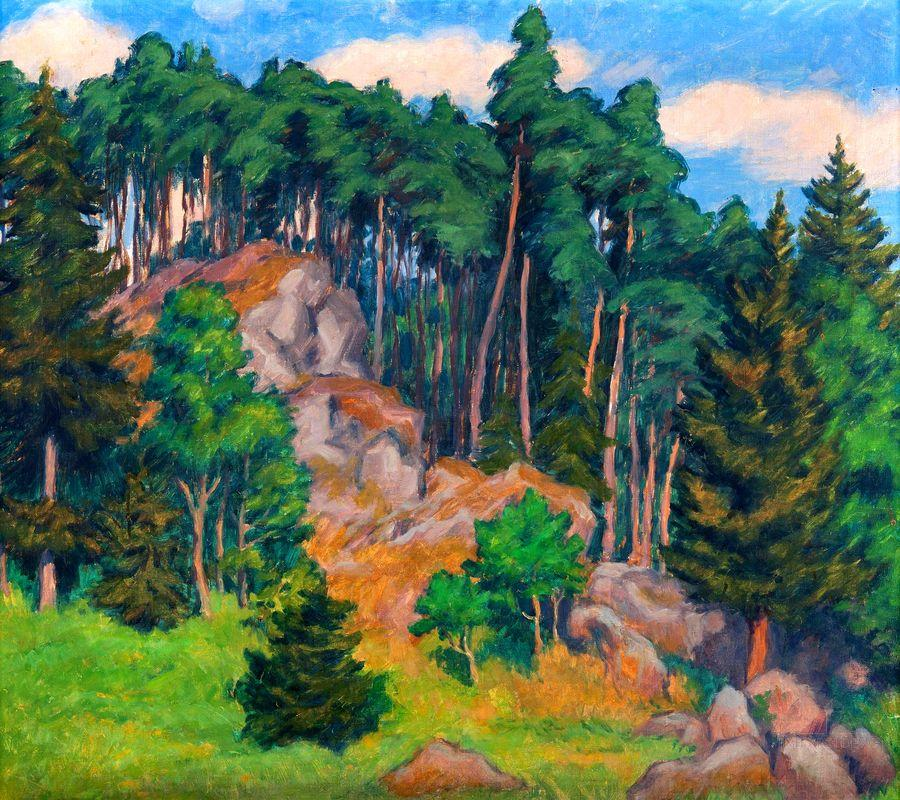
Richard Lauda Partie z Lužnického údolí
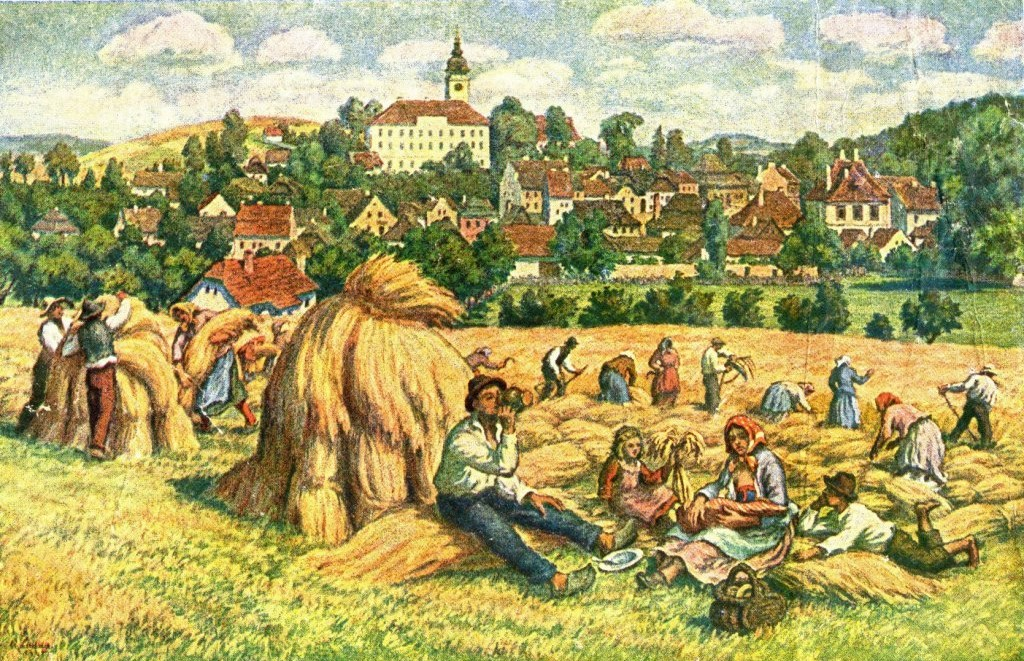
Richard Lauda Žně u Jistebnice (1925)
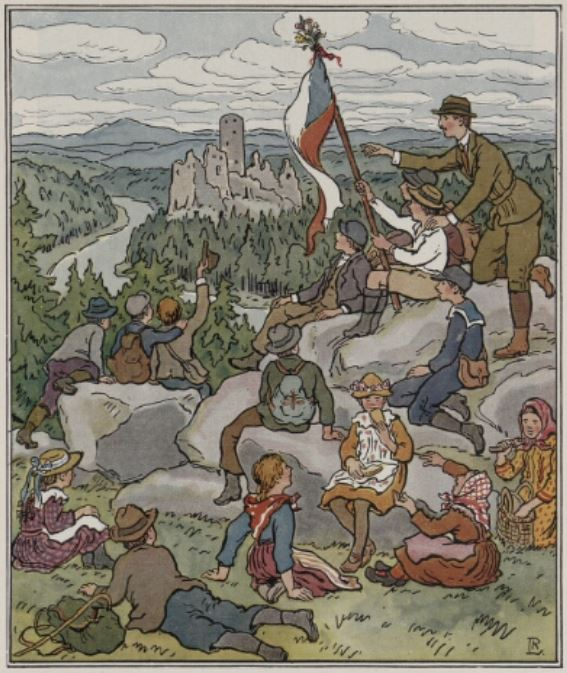
Richard Lauda Veselé prázdniny (1929)